# 尾美利德
尾美利德（日语：／ Omi Toshinori，1965年12月7日—）日本男演员，东京都目黑区出身。血型B型。

## 生平
1965年出生在日本东京，幼儿园时就加入儿童戏剧团，13岁时出演荧屏处女秀市川崑1978年的电影《火之鸟》，第一次担任主角是在相米慎二1980年的电影《飞翔的一对》。 在大林宣彦的电影《转校生》 (1982)帮助他夺取当年的日本电影金像奖最佳新人奖。 在二十世纪九十年代中期之前多次出现在大林宣彦电影中。 此后饰演成人角色，多是白领和父亲。